# Gran Premio de las Naciones de Motociclismo de 1990
El Gran Premio de las Naciones de Motociclismo de 1990 fue la cuarta prueba de la temporada 1990 del Campeonato Mundial de Motociclismo. El Gran Premio se disputó el 20 de mayo de 1990 en el Circuito de Misano.

## Resultados 500cc
También en esta ocasión, la salida de los 500cc contó con 19 pilotos de los cuales, tan solo quince acabaron la carrera.  
Al finalizar la carrera, efectuada en dos mangas a causa de una primera interrupción en la vuelta a 24, acabó con la tercera victoria de la temporada para el estadounidense Wayne Rainey por delante de su compatriota Kevin Schwantz y el austrlaiano Michael Doohan.
| Pos.     | Piloto               | Equipo                | Moto   | Tiempo     | Pts. |
| -------- | -------------------- | --------------------- | ------ | ---------- | ---- |
| 1        | Wayne Rainey         | Marlboro Team Roberts | Yamaha | 46:21.150  | 20   |
| 2        | Kevin Schwantz       | Lucky Strike Suzuki   | Suzuki | +2.121     | 17   |
| 3        | Mick Doohan          | Rothmans Honda Team   | Honda  | +7.870     | 15   |
| 4        | Wayne Gardner        | Rothmans Honda Team   | Honda  | +9.732     | 13   |
| 5        | Niall Mackenzie      | Lucky Strike Suzuki   | Suzuki | +1:13.452  | 11   |
| 6        | Sito Pons            | Campsa Banesto        | Honda  | +1:20.365  | 10   |
| 7        | Randy Mamola         | Cagiva Corse          | Cagiva | +1 Vuelta  | 9    |
| 8        | Juan Garriga         | Ducados Yamaha        | Yamaha | +1 Vuelta  | 8    |
| 9        | Marco Papa           | Team ROC Elf La Cinq  | Honda  | +1 Vuelta  | 7    |
| 10       | Romolo Balbi         |                       | Honda  | +1 Vuelta  | 6    |
| 11       | Michele Valdo        |                       | Honda  | +2 Vueltas | 5    |
| 12       | Peter Linden         |                       | Honda  | +3 Vueltas | 4    |
| 13       | Nicholas Schmassman  | Team Schmassman       | Honda  | +3 Vueltas | 3    |
| 14       | Cees Doorakkers      | HRK Motors            | Honda  | +5 Vueltas | 2    |
| 15       | Vittorio Scatola     | Team Elit             | Paton  | +8 Vueltas | 1    |
| Ret      | Ron Haslam           | Cagiva Corse          | Cagiva | Ret        |      |
| Ret      | Jean-Philippe Ruggia | Sonauto Gauloises     | Yamaha | Ret        |      |
| Ret      | Andreas Leuthe       | Librenti Corse        | Honda  | Ret        |      |
| Ret      | Christian Sarron     | Sonauto Gauloises     | Yamaha | Ret        |      |
| Ret      | Pierfrancesco Chili  | Team ROC Elf La Cinq  | Honda  | Ret        |      |
| Ret      | Alex Barros          | Cagiva Corse          | Cagiva | Ret        |      |
| Sources: |                      |                       |        |            |      |

## Resultados 250cc
John Kocinski no tuvo rival en la carrera y se adjudicó la tercera victoria de la temporada. El alemán Bradl y el holandés Zeelemberg, ambos con Honda, secundaron a Kocinski en el podio.
| Pos. | Piloto               | Moto     | Tiempo    | Pts. |
| ---- | -------------------- | -------- | --------- | ---- |
| 1    | John Kocinski        | Yamaha   | 39.33.533 | 20   |
| 2    | Helmut Bradl         | Honda    | 39.47.943 | 17   |
| 3    | Wilco Zeelenberg     | Honda    | 39.56.158 | 15   |
| 4    | Carlos Cardús        | Honda    | 40.01.238 | 13   |
| 5    | Jochen Schmid        | Honda    | 40.03.589 | 11   |
| 6    | Martin Wimmer        | Aprilia  | 40.08.10  | 10   |
| 7    | Reinhold Roth        | Honda    | 40.13.752 | 9    |
| 8    | Masahiro Shimizu     | Honda    | 40.14.452 | 8    |
| 9    | Marcellino Lucchi    | Aprilia  | 40.20.013 | 7    |
| 10   | Loris Reggiani       | Aprilia  | 40.20.165 | 6    |
| 11   | Carlos Lavado        | Aprilia  | 40.20.317 | 5    |
| 12   | Jorge Martínez Aspar | JJ Cobas | 40.44.062 | 4    |
| 13   | Corrado Catalano     | Aprilia  | 40.45.336 | 3    |
| 14   | Paolo Casoli         | Yamaha   | 40.45.348 | 2    |
| 15   | Renzo Colleoni       | Aprilia  | 40.46.886 | 1    |
| 16   | Urs Jücker           | Yamaha   | 1 Vuelta  |      |
| 17   | Bernd Kassner        | Yamaha   | 1 Vuelta  |      |
| 18   | Jean Foray           | Yamaha   | 1 Vuelta  |      |
| 19   | Alain Bronec         | Aprilia  | 1 Vueltas |      |
| 20   | Harald Eckl          | Aprilia  | 2 Vueltas |      |
| 21   | Darren Milner        | Aprilia  | 4 Vueltas |      |
| Ret  | Alberto Rota         | Aprilia  | Ret       |      |
| Ret  | Andrea Borgonovo     | Aprilia  | Ret       |      |
| Ret  | Àlex Crivillé        | Yamaha   | Ret       |      |
| Ret  | Dominique Sarron     | Honda    | Ret       |      |
| Ret  | Luca Cadalora        | Yamaha   | Ret       |      |
| Ret  | José Barresi         | Yamaha   | Ret       |      |
| Ret  | Didier de Radiguès   | Aprilia  | Ret       |      |
| Ret  | Adrien Morillas      | Aprilia  | Ret       |      |
| Ret  | Peter Linden         | Yamaha   | Ret       |      |
| Ret  | Erich Neumair        | Yamaha   | Ret       |      |
| Ret  | Andreas Preining     | Aprilia  | Ret       |      |
| Ret  | Bernard Haenggeli    | Aprilia  | Ret       |      |
| DNS  | Fausto Ricci         | Aprilia  | DNS       |      |

## Resultados 125cc
Segunda victoria de la temporada para Jorge Martínez Aspar, que se impuso con clara ventaja sobre el alemán Dirk Raudies y el italiano Loris Capirossi segundo y tercera respectivamente. En la clasificación general, Aspar es el nuevo líder provisional.
| Pos. | Piloto               | Moto      | Tiempo    | Pts. |
| ---- | -------------------- | --------- | --------- | ---- |
| 1    | Jorge Martínez Aspar | JJ Cobas  | 37.05.542 | 20   |
| 2    | Dirk Raudies         | Honda     | 37.08.174 | 17   |
| 3    | Loris Capirossi      | Honda     | 37.10.071 | 15   |
| 4    | Hans Spaan           | Honda     | 37.12.860 | 13   |
| 5    | Koji Takada          | Honda     | 37.19.267 | 11   |
| 6    | Manuel Hernández     | Honda     | 37.20.124 | 10   |
| 7    | Robin Milton         | Honda     | 37.20.278 | 9    |
| 8    | Hisashi Unemoto      | Honda     | 37.20.796 | 8    |
| 9    | Maurizio Vitali      | Gazzaniga | 37.25.029 | 7    |
| 10   | Heinz Lüthi          | Honda     | 37.25.128 | 6    |
| 11   | Alfred Waibel        | Honda     | 37.25.730 | 5    |
| 12   | Gabriele Debbia      | Aprilia   | 37.26.860 | 4    |
| 13   | Domenico Brigaglia   | Honda     | 37.28.777 | 3    |
| 14   | Emilio Cuppini       | Honda     | 37.28.873 | 2    |
| 15   | Johnny Wickström     | JJ Cobas  | 37.28.966 | 1    |
| 16   | Manuel Herreros      | JJ Cobas  | 37.29.820 |      |
| 17   | Oliver Petrucciani   | JJ Cobas  | 37.49.494 |      |
| 18   | Hans Koopman         | Honda     | 37.49.504 |      |
| 19   | Stefan Kurfiss       | Honda     | 37.12.031 |      |
| 20   | Jos van Dongen       | Honda     | 38.13.742 |      |
| 21   | Bruno Casanova       | Aprilia   | 38.20.665 |      |
| 22   | Alessandro Gramigni  | Aprilia   | 38.25.423 |      |
| 23   | Hubert Abold         | Rotax     | 39.36.049 |      |
| 24   | Robin Appleyard      | Honda     | 38.44.154 |      |
| 25   | Ralf Waldmann        | Rotax     | 1 Vuelta  |      |
| 26   | Hervé Duffard        | Honda     | 1 Vuelta  |      |
| Ret  | José Saez            | Honda     | Ret       |      |
| Ret  | Fausto Gresini       | Honda     | Ret       |      |
| Ret  | Thierry Feuz         | Honda     | Ret       |      |
| Ret  | Steve Patrickson     | Honda     | Ret       |      |
| Ret  | Adi Stadler          | JJ Cobas  | Ret       |      |
| Ret  | Doriano Romboni      | Honda     | Ret       |      |
| Ret  | Flemming Kistrup     | Honda     | Ret       |      |
| Ret  | Julián Miralles      | JJ Cobas  | Ret       |      |
| Ret  | Stefan Prein         | Honda     | Ret       |      |
| Ret  | Mike Leitner         | Honda     | Ret       |      |
| DNQ  | Stefan Dörflinger    | Aprilia   | DNQ       |      |
| DNQ  | Allan Scott          | Honda     | DNQ       |      |
| DNQ  | Herri Torrontegui    | Honda     | DNQ       |      |
| DNQ  | Marco Cipriani       | Honda     | DNQ       |      |
| DNQ  | Jaime Mariano        | Casal     | DNQ       |      |
| DNQ  | Gabriele Gnani       | Gnani     | DNQ       |      |
| DNQ  | Antonio Sánchez      | JJ Cobas  | DNQ       |      |
| DNQ  | Gianluigi Scalvini   | Honda     | DNQ       |      |
| DNQ  | Stuart Edwards       | Honda     | DNQ       |      |
| DNQ  | Peter Galvin         | Honda     | DNQ       |      |